# Велогонщик
Велогонщики — велосипедисти, які змагаються в шосейних, трекових, велокросових або гірських велозмаганнях.

## Статус професійного велогонщика та любителя
Різниця між професіоналами та аматорами, яка раніше була звичною, більше не існує після введення єдиної ліцензії в 1990-х роках. Тим не менш, найдосвідченіші аматори часто виступали професійно як так звані "урядові аматори".
Однак термін професійний велоспорт опосередковано зберігається в шосейному велоспорті в контексті різних ліцензій для велокоманд, які видає Всесвітня федерація велоспорту UCI: ліцензії для UCI WorldTeams та UCI Professional Continental Teams – окрім виконання інших вимог – надаються лише тим командам, які платять своїм гонщикам згідно з правилами UCI. Однак правила UCI цілком допускають, щоб гонщики з континентальної команди UCI, жіночої команди UCI або велосипедного клубу також займалися велоспортом професійно. Тому із запровадженням єдиної ліцензії вже не можна говорити про аматорські ліцензії чи аматорський клас.
Професійні шосейні велосипедисти об’єднуються в команди, які спонсоруються компаніями. Гонщики при цьому одягнені в спортивну костюм із написом спонсора, який покриває витрати команди (повністю або частково, якщо спонсорів декілька) – а разом із цим і зарплати водіїв. Це робиться в рамках трудового договору або угоди на надання послуг, що укладається з операційною компанією команди.  Професіонали велокросу часто укладають контракти з професійними командами шосейного велоспорту.
Інтереси професійних велосипедистів у UCI ProTeams та UCI Professional Teams представляє « спілка гонщиків» Cyclistes Professionnels Associés (CPA). CPA також намагається представляти професійних жінок-велосипедисток; для цього була заснована спеціалізована асоціація-конкурент, Альянс велосипедистів.
Командні структури також все частіше зустрічаються у трековому й гірському велоспорті. Гонщики команд UCI Track і UCI MTB також мають договірні відносини з компаніями-операторами.

## Категорії велосипедистів
Згідно з правилами UCI, велосипедистів більше не ділять на «професіоналів» і «любителів», а розділяють на групи у першу чергу за віком (при цьому вік, за правилами, визначається на основі різниці між календарним роком і роком народження), на основі членства в команді та, у виняткових випадках, за вибором водія. Відповідно до регламенту UCI, класифікація водіїв віком до 17 років лежить у компетенції національних асоціацій.
- Юніори (MJ) і юніорки (WJ): гонщики віком 17 і 18 років
- U23 (MU або WU): Водії віком від 19 до 22 років
- Еліта (ME або МИ): Водії старше 22 років
- Майстри (ММ або WM) : Водії від 30 років, які не є членами команди, зареєстрованої в UCI, і обирають цей статус

## Дивіться також
- Шосейний велоспорт#Велосипедист

## Веб-посилання
- Пояснення класифікацій і категорій у велоспорті – Міжнародні/Німеччина